# 15th Army Group
Il 15th Army Group fu un gruppo d'armate degli Alleati durante il periodo della seconda guerra mondiale.
Creato nel luglio 1943, il 15th Army Group era l'organismo di coordinamento operativo di tutte le forze di terra degli Alleati impegnate nella campagna d'Italia; le sue principali componenti erano rappresentate dalla Eighth Army britannica e dalla Seventh Army statunitense, quest'ultima rimpiazzata poi dalla Fifth Army statunitense dopo lo sbarco a Salerno e l'avvio della campagna di liberazione dell'Italia continentale. Primo comandante del 15th Army Group fu il generale britannico Harold Alexander.
Con l'ampliamento delle sue competenze amministrative e logistiche, nel marzo 1944 il gruppo d'armate cambiò denominazione in Allied Armies in Italy, ma tornò alla vecchia designazione di 15th Army Group nel dicembre seguente quando il generale statunitense Mark Clark sostituì Alexander alla guida del comando. Dopo la conclusione delle ostilità in Italia nel maggio 1945, il 15th Army Group passò in Austria dove nel luglio seguente fu riorganizzato come comando delle forze d'occupazione statunitensi nel paese.

## Storia

### La creazione
Il futuro 15th Army Group fu attivato ad Algeri il 13 febbraio 1943 con la designazione iniziale di Force 141: per quanto già indicato come entità per la direzione delle future operazioni belliche sul suolo dell'Italia stabilite alla Conferenza di Casablanca del gennaio precedente, il nuovo comando era inizialmente una sottosezione dell'Allied Force Headquarters (AFHQ) del generale Dwight D. Eisenhower, il quartier generale con sede a Londra responsabile per tutte le operazioni belliche nel teatro del Mediterraneo della seconda guerra mondiale. Il 15 maggio 1943, quattro giorni dopo la conclusione della campagna di Tunisia, la Force 141 divenne un quartier generale operativo autonomo, e assorbì il personale di comando del disciolto 18th Army Group britannico che aveva precedentemente diretto le operazioni degli Alleati sul suolo tunisino; il generale britannico Harold Alexander, già comandante del 18th Army Group, assunse la guida del nuovo quartier generale, la cui sede fu spostata a La Marsa in giugno e quindi a Malta all'inizio di luglio.
Il 9 luglio 1943, con l'avvio dello sbarco in Sicilia, la Force 141 assunse ufficialmente la designazione di 15th Army Group: al comando di Alexander e sotto la direzione strategica dell'AFHQ, il 15th Army Group gestiva tutte le operazioni delle forze di terra impegnate nella campagna, suddivise operativamente tra la Seventh Army statunitense del generale George Smith Patton e la Eighth Army britannica del generale Bernard Law Montgomery. Le due armate sbarcarono nella zona sud-orientale della Sicilia, con gli statunitensi di Patton diretti verso nord-ovest in direzione di Palermo e i britannici di Montgomery verso nord-est alla volta di Messina; la campagna si concluse positivamente per gli Alleati il 17 agosto, ma il tentativo di intrappolare le forze italo-tedesche in una morsa tuttavia non riuscì e buona parte delle forze dell'Asse riuscì a sottrarsi alla cattura traghettando attraverso lo stretto di Messina.

### Operazioni nell'Italia continentale

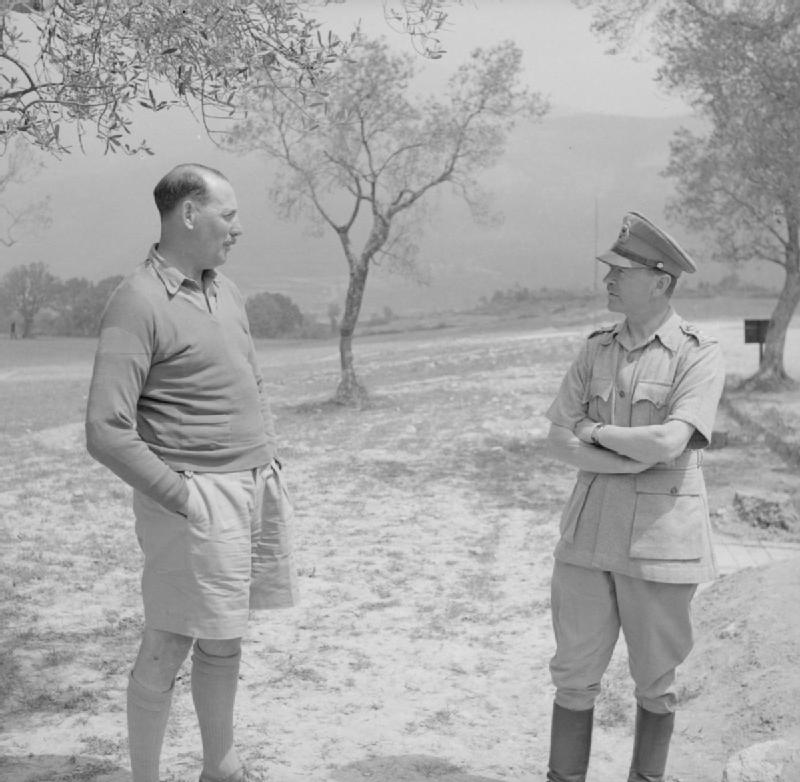
Il comandante del 15th Army Group Alexander (a destra) a colloquio con il comandante della Eighth Army Leese nel maggio 1944

Nel settembre 1943 il 15th Army Group coordinò gli sbarchi nel sud dell'Italia continentale, affidati alla Eighth Army britannica e alla nuova Fifth Army del generale Mark Clark; la Seventh Army di Patton, trattenuta come forza d'occupazione in Sicilia, fu poi sottratta alla disponibilità del 15th Army Group il 3 ottobre e sottoposta direttamente al controllo dell'AFHQ. Il 3 settembre i primi reparti britannici presero terra in Calabria (Operazione Baytown), seguiti poi il 9 settembre dallo sbarco principale a Salerno delle forze di Clark (operazione Avalanche) e del resto delle forze di Montgomery a Taranto (operazione Slapstick). Dopo un avvio difficile, con i tedeschi dell'Heeresgruppe C del feldmaresciallo Albert Kesselring che contrattaccarono la testa di ponte di Salerno minacciando di ricacciare in mare le forze di Clark, gli Alleati si insediarono stabilmente nell'Italia meridionale; il 3 ottobre il comando del 15th Army Group fu quindi dislocato a Santo Spirito vicino a Bari.
La risalita della penisola italiana da sud a nord si rivelò un'impresa molto impegnativa per le forze alleate, gravemente ostacolate dalla conformazione del terreno e dall'ostinata resistenza dei reparti tedeschi: mentre la Eighth Army britannica, ora al comando del generale Oliver Leese, procedeva lungo la costa del mare Adriatico la Fifth Army di Clark avanzava sulla costa occidentale affacciata sul mar Tirreno, finendo con il cozzare contro le difese tedesche della linea Gustav. Con il progredire della campagna sul suolo italiano, il 15th Army Group iniziò ad assumere responsabilità e funzioni superiori a quelle comunemente assegnate a un gruppo d'armate e tipiche piuttosto di un comando di teatro: pur continuando a esercitare il controllo operativo delle truppe impegnate sul terreno, il quartier generale di Alexander assunse anche importanti funzioni amministrative e logistiche e fu ridesignato, il 9 marzo 1944, come "Allied Armies in Italy". Il quartier generale di Alexander era subordinato al nuovo Supreme Allied Commander Mediterranean, il generale britannico Henry Maitland Wilson, subentrato allo statunitense Eisenhower l'8 gennaio precedente.
I tentativi degli Alleati di forzare la linea Gustav portarono alla lunga battaglia di Cassino, imperversata dal gennaio al maggio 1944; un tentativo di aggirare la linea con uno sbarco alle sue spalle nella zona di Anzio-Nettuno il 22 gennaio (operazione Shingle) non portò ad alcun risultato, e solo con una difficile avanzata attraverso i monti gli Alleati riuscirono a ottenere uno sfondamento decisivo (operazione Diadem), arrivando a liberare Roma il 5 giugno.

### La linea Gotica e la fine della guerra

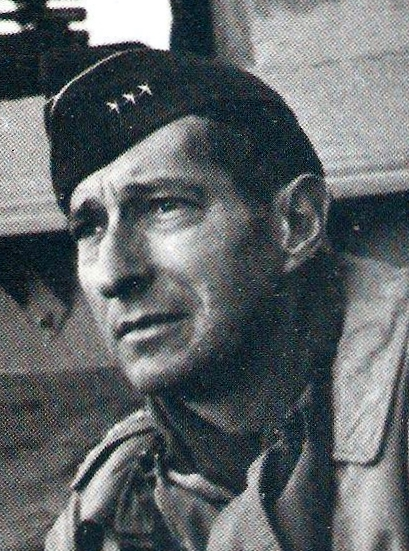
Il generale statunitense Mark Clark

Per queste date il 15th Army Group era ormai diventato una formazione largamente multinazionale: al nucleo principale delle forze statunitensi e britanniche si erano aggiunti un corpo d'armata francese (il Corps expéditionnaire français en Italie del generale Alphonse Juin, in larga parte composto da truppe reclutate nelle colonie del Nordafrica francese), uno polacco (il 2 Korpus del generale Władysław Anders) e uno canadese (il I Canadian Corps del generale Eedson Burns); la Eighth Army comprendeva varie forze provenienti dal Commonwealth, tra cui tre divisioni del British Indian Army (la 4th, 8th e 10th Indian Infantry Division), una divisione neozelandese (la 2nd New Zealand Division) e una sudafricana (la 6th South African Armoured Division). Più avanti, dopo la sottrazione di un grosso contingente di truppe inviato a prendere parte agli sbarchi nel sud della Francia nell'agosto 1944, arrivarono come rinforzo anche una divisione brasiliana (la Força Expedicionária Brasileira), una brigata da montagna greca (la Tríti Ellinikí Oriní Taxiarchía) e infine una Brigata Ebraica reclutata nel Mandato britannico della Palestina; inoltre, le principali truppe da combattimento dell'Esercito Cobelligerante Italiano furono sottoposte al controllo del 15th Army Group.
Dopo la presa di Roma, l'avanzata degli Alleati era proseguita attraverso l'Italia centrale fino ad arrestarsi contro le forti difese tedesche della Linea Gotica allestita lungo l'Appennino tosco-emiliano; il tentativo di sfondare la linea tra agosto e ottobre 1944 (operazione Olive) non portò a niente e, anche per l'arrivo dell'inverno, le offensive degli Alleati si arrestarono. Con la liberazione della Francia in pieno svolgimento il teatro di guerra italiano era ormai stato relegato a fronte secondario, vedendosi lesinare truppe e rinforzi; nel dicembre 1944 vi fu una vasta girandola di comandi: Alexander subentrò a Wilson nel comando del teatro del Mediterraneo, lo statunitense Clark andò al comando delle Allied Armies in Italy e fu sostituito da Lucian Truscott alla guida della Fifth Army mentre Richard McCreery fu messo a capo della Eighth Army britannica. Con il subentro di Clark ad Alexander le Allied Armies in Italy tornarono alla loro vecchia denominazione di 15th Army Group.
Il 15th Army Group coordinò quindi l'offensiva risolutiva sul fronte italiano dell'aprile 1945: mentre la Eighth Army si apriva la strada lungo l'Adriatico nel settore delle Valli di Comacchio, la Fifth ARmy statunitense sfondò al centro in direzione di Bologna, aprendosi la strada verso la valle del Po. Con il fronte ormai collassato il 29 aprile i delegati tedeschi siglarono la resa di Caserta, entrata poi in vigore il 2 maggio seguente, atto che segnò la conclusione della campagna d'Italia. Le forze di Clark proseguirono l'avanzata fino in Austria, dove furono raggiunte l'8 maggio dalla notizia della fine della seconda guerra mondiale in Europa; il 5 luglio 1945, infine, il 15th Army Group fu sciolto e riorganizzato come quartier generale delle forze d'occupazione statunitensi in Austria (U.S. Occupational Forces Austria).